# '77 MBC 서울가요제
《'77 MBC 서울가요제》는 1977년 문화방송(MBC)과 경향신문이 대한민국의 서울에서 공동 주최한 가요제다. 입상곡들은 힛트레코드를 통해 스튜디오 녹음 음반으로 발매되었다.

## 개요
- 개최일시 : 1977년 5월 28일 (토요일)
- 개최장소 : 문화체육관

## 음반 트랙 목록
다음 곡 목록은 LP 기준이다.
Side one
1. "당신만을 사랑해 (혜은이)" (길옥윤 작사 / 길옥윤 작곡)  - 최우수 작품상, 최우수 인기상
2. "나그네 (윤항기)" (윤항기 작사 / 윤항기 작곡)
3. "나의 품으로 (이승연)" (안진석 작사 / 안진석 작곡)
4. "다시 만난 날 (김영애)" (김기웅 작사 / 김기웅 작곡)  - 우수 작품상
5. "향수 (이성애)" (정민섭 작사 / 정민섭 작곡) - 우수 작품상, 최우수 가창상

Side two
1. "소녀와 가로등 (진미령)" (장덕 작사 / 장덕 작곡)
2. "영원한 사랑 (김상월)" (정풍송 작사 / 정풍송 작곡)
3. "추억 (현혜미)" (현혜미 작사 / 안건마 작곡 / 안건마 편곡) - 최우수 편곡상
4. "추억의 계절 (방은미)" (오현진 작사 / 현대웅 작곡)
5. "나의 꿈 (하수영)" (하수영 작사 / 하수영 작곡) - 최우수 작사상

## 서울가요제 2차예선 참가자 명단
1. 김경남 - 고향으로 가는 길
2. 서생원 가족 - 그날이 올때까지
3. 마상원 - 그소리
4. 장영희 - 그 옛집
5. 윤항기 - 나그네 - 본선진출
6. 한경애 - 나에게 언젠가는
7. 하수영 - 나의 꿈 - 본선진출
8. 이승연 - 나의 품으로 - 본선진출
9. 김영애 - 다시 만날 날 - 본선진출
10. 혜은이 - 당신만을 사랑해 - 본선진출
11. 정은숙(정수라) - 사랑찾아 나는 새
12. 김유정 - 사랑하는 마음
13. 진미령 - 소녀와 가로등 - 본선진출
14. 김수나 - 소망
15. 다섯네 - 영원한 사랑
16. 김상월 - 영원한 사랑 - 본선진출
17. 이용복 - 우리 사이
18. 현혜미 - 추억 - 본선진출
19. 방은미 - 추억의 계절 - 본선진출
20. 이성애 - 향수 - 본선진출

## 같이 보기
- MBC 서울국제가요제